# Аугст
А́угст (нем. Augst, алем. нем. Augscht) — коммуна в Швейцарии, в кантоне Базель-Ланд.
Входит в состав округа Листаль. Население составляет 1011 человек (на 31 декабря 2017 года). Официальный код — 2822.
В римские времена была известна как Аугуста-Раурика.